# Alessandro Figà Talamanca

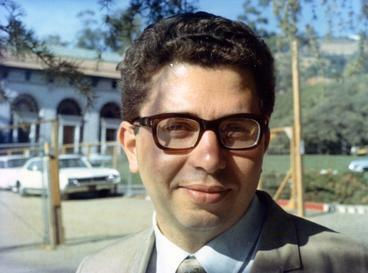
Alessandro Figà Talamanca (1968)

Alessandro Figà Talamanca (* 25. Mai 1938 in Rom; † 27. November 2023 ebenda) war ein italienischer Mathematiker, der sich mit Analysis befasste.

## Werdegang
Figà Talamanca studierte in Rom und wurde 1964 bei Philip C. Curtis an der University of California, Los Angeles, promoviert (Multipliers of P-integrable functions) und war danach dort kurz Acting Assistant Professor. 1964 bis 1966 war er Moore-Instructor am MIT, 1966 bis 1968 Assistenzprofessor (Professore Incaricato) in Genua, 1968/69 Lecturer in Berkeley und 1969/70 in Yale. Er lehrte ab 1970 als Ordinarius für Analysis an italienischen Universitäten, so ab 1977 in Genua und zuletzt an der Universität La Sapienza in Rom, an der er 2007 bis 2009 die Mathematikfakultät Guido Castelnuovo leitete und 2009 emeritiert wurde.
Er übersetzte das Lehrbuch von Tom M. Apostol über Analysis ins Italienische. Er war aktiv in der Reform italienischer Universitäten (wozu er auch Artikel in Tageszeitungen wie La Repubblica verfasste) und speziell des dortigen Mathematik-Curriculums, wobei er mit seinem Freund Carlo Pucci zusammenwirkte. 1995 bis 2003 war er als Nachfolger von Pucci Direktor des Istituto Nazionale di Alta Matematica Francesco Severi in Rom. 1999 bis 2004 war er Mitglied des italienischen Consiglio Universitario Nazionale. Er war in der Leitung der Scuola Matematica Interuniversitaria und 1999 bis 2004 Mitglied des Comitato Nazionale per la Valutazione del Sistema Universitario (CNVSU).
Als Gastprofessor war er an verschiedenen Universitäten in den USA (University of Maryland 1973/74, 1979 und 1986, Washington University in St. Louis 1983) und Australien (University of New South Wales, Sydney, 1989 und 1997) tätig.
Figà Talamanca befasste sich mit harmonischer Analysis, zum Beispiel Faltungen in {\displaystyle L_{p}}-Räumen, lakunäre und zufällige Fourierreihen auf kompakten Gruppen, harmonische Analysis auf freien Gruppen und homogenen Bäumen, Diffusionsprozesse auf ultrametrischen Räumen und stabile und infinitesimal teilbare Zufallsvariable auf lokalen Körpern. Er sprach sich dezidiert gegen den Impact Factor als Bewertung von Forschung aus.
Bei der Europäischen Mathematischen Gesellschaft war er Vizepräsident und Präsident der Unione Matematica Italiana.

## Schriften
- mit John Price: Applications of random Fourier series over compact groups to Fourier multipliers. Pacific Journal of Mathematics, Band 43, 1972, S. 531–541
- mit Claudio Nebbia: Harmonic analysis and representation theory for groups acting on homogeneous trees, Cambridge University Press, 1991.